# Joachim Ringelnatz
Joachim Ringelnatz, pseudonym för Hans Bötticher, född 7 augusti 1883 i Wurzen, Sachsen, död 17 november 1934 i Berlin, var författare och bildkonstnär.

## Biografi
Pseudonymen Ringelnatz brukar förklaras med att det är en dialektal variant av Ringelnatter, det tyska ordet för snok eller sjöhäst, på grund av dessas vana att ringla sin stjärt runt saker. Sjöhästar kallades "Ringelnass" (nass betyder 'våt') av sjömän, en yrkesgrupp som Ringelnatz kände samhörighet med. Han var sjöman i sin ungdom och tjänstgjorde under första världskriget på en minsvepare. Under 1920- och 30-talet uppträdde han som kabaréartist.
Han skrev skruvade poem, ofta med ordlekar, ibland gränsande till nonsensdikter. Några påminner om Christian Morgensterns poesi, men oftast mer satiriska och ibland subversiva. Hans mest populära skapelse är den anarkistiske sjömannen Kuddel Daddeldu med sina druckna upptåg och förakt för överheten.
Under sina sista tretton år var Ringelnatz en hängiven bildkonstnär. På 1920-talet ställdes en del av hans verk ut på Akademie der Künste i Berlin tillsammans med verk av hans samtida Otto Dix och George Grosz. Ringelnatz illustrerade också sin roman …liner Roma… (1923), vars titel är en förkortning av "Berliner Roman", eftersom "romaner om Berlin oftast inte har någon ordentlig början och inget riktigt slut".
1933 förbjöds han av myndigheterna i Nazityskland att uppträda, i Hamburg och München. I Dresden togs han av scenen. De flesta av hans böcker plockades bort från bibliotek och boklådor eller brändes under bokbål. Den enda offentliga av Ringelnatz oljemålningar, 11 Uhr nachts (1930), beslagtogs av propagandaministeriet den 16 augusti 1937 på det prestigeladdade museet Kronprinzenpalais i Berlin. Målningen klassades som entartete Kunst. Sedan 2020 finns den på Pinakothek der Moderne i München, men är inte utställd. De flesta av hans målningar försvann annars i krigets förstörelse, men över 200 målningar och teckningar finns kvar. 
Joachim Ringelnatz dog i tuberkulos. Han vilar på Friedhof Heerstraße i Berlin-Westend. Senaten i förbundslandet Berlin hedrade hans minne i november 2005 genom att ge hans grav status som särskilt omhändertagen Ehrengrab eller hedersgrav. 

## Galleri

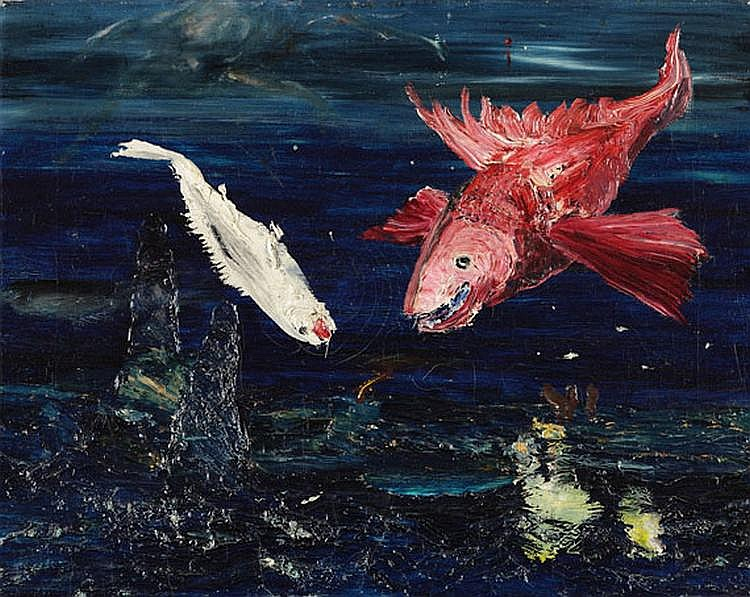
Fische [utan år], olja på duk, 38,5 x 48 cm, privat ägo.
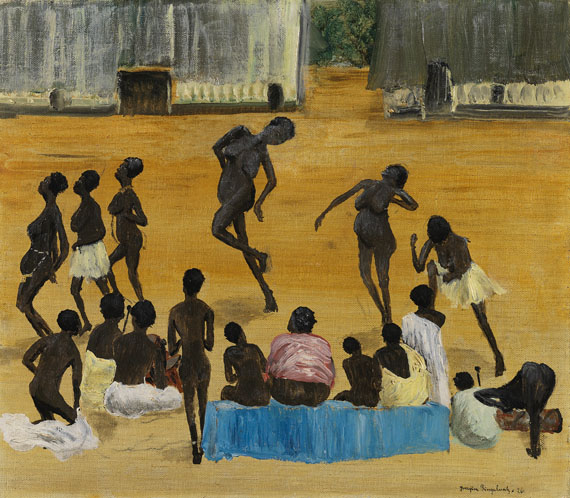
Tanzende Neger (1926), olja på duk, 35 x 40 cm, privat ägo.
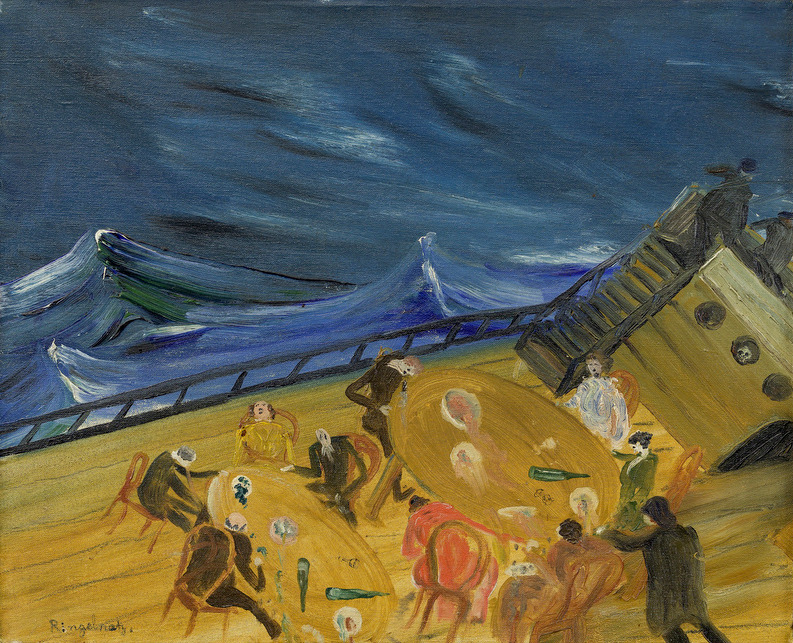
Seegang (1927), olja på duk, Joachim Ringelnatz Museum.
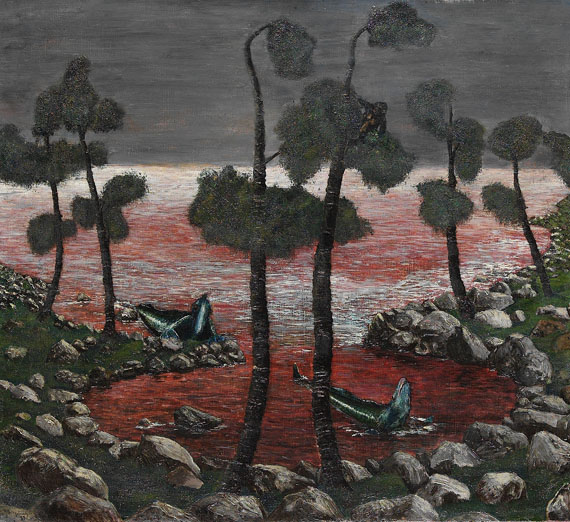
Urtiere (1930), olja på duk, 56 x 61,8 cm, privat ägo.
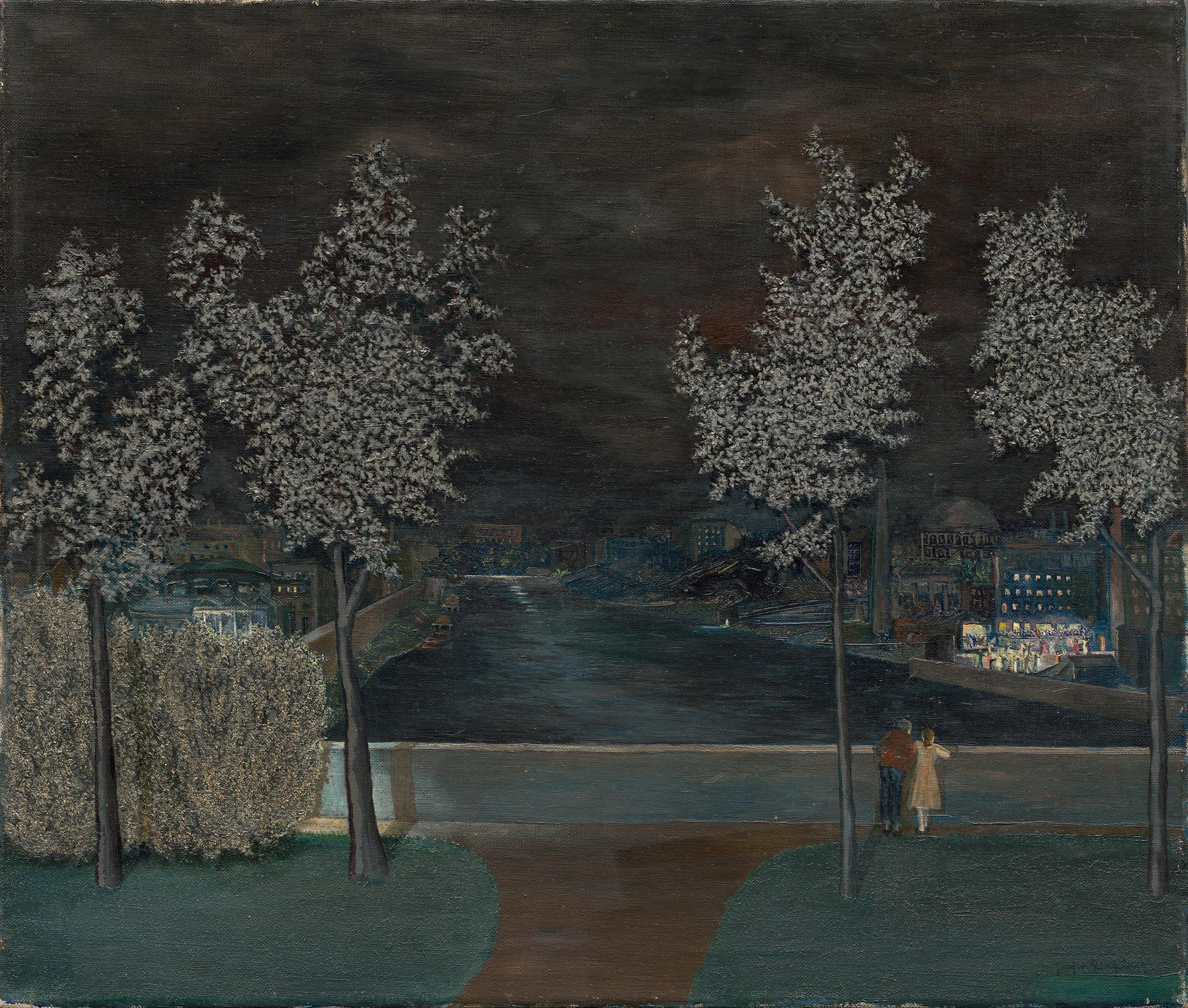
11 Uhr nachts (1930), olja på duk, 52 x 60,5 cm, Pinakothek der Moderne.
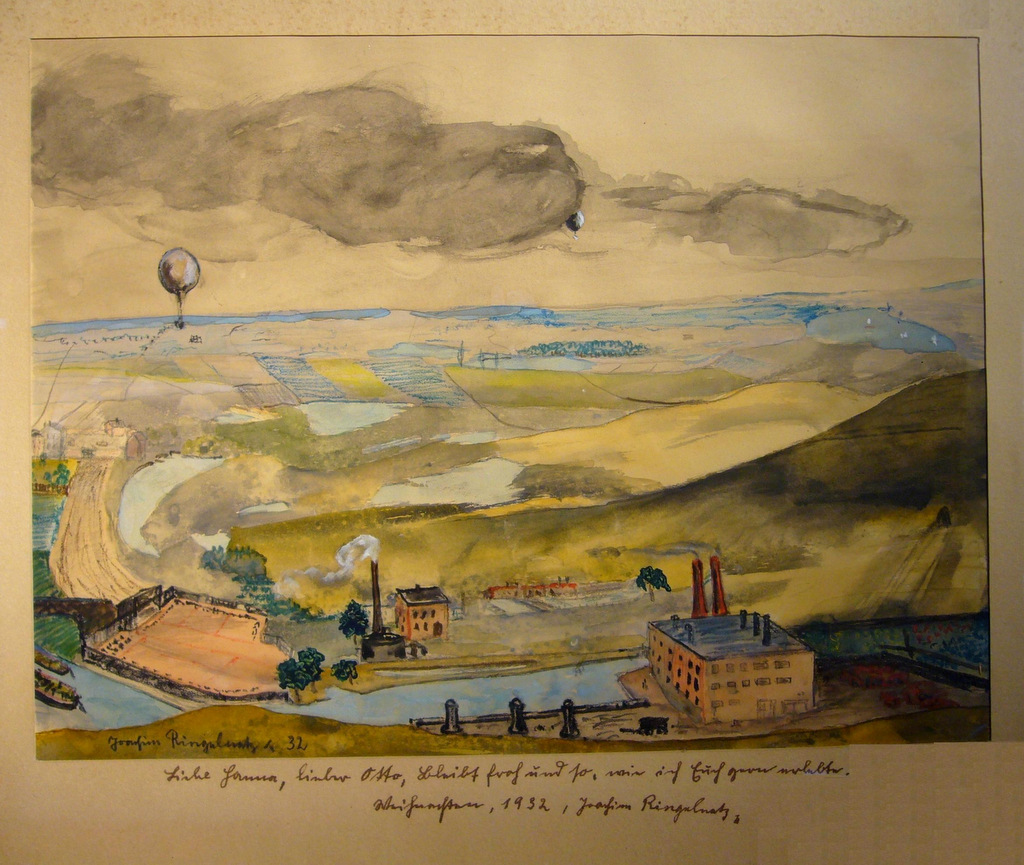
Fabriklandschaft mit Ballon (1932), akvarell, Joachim Ringelnatz Museum.
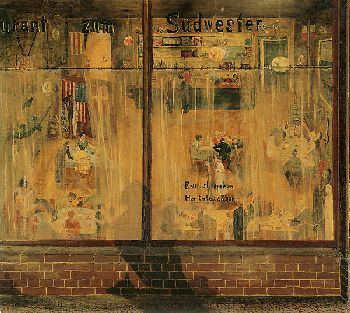
Hafenkneipe (1933), olja på duk, 52 x 58 cm, Hamburger Kunsthalle.

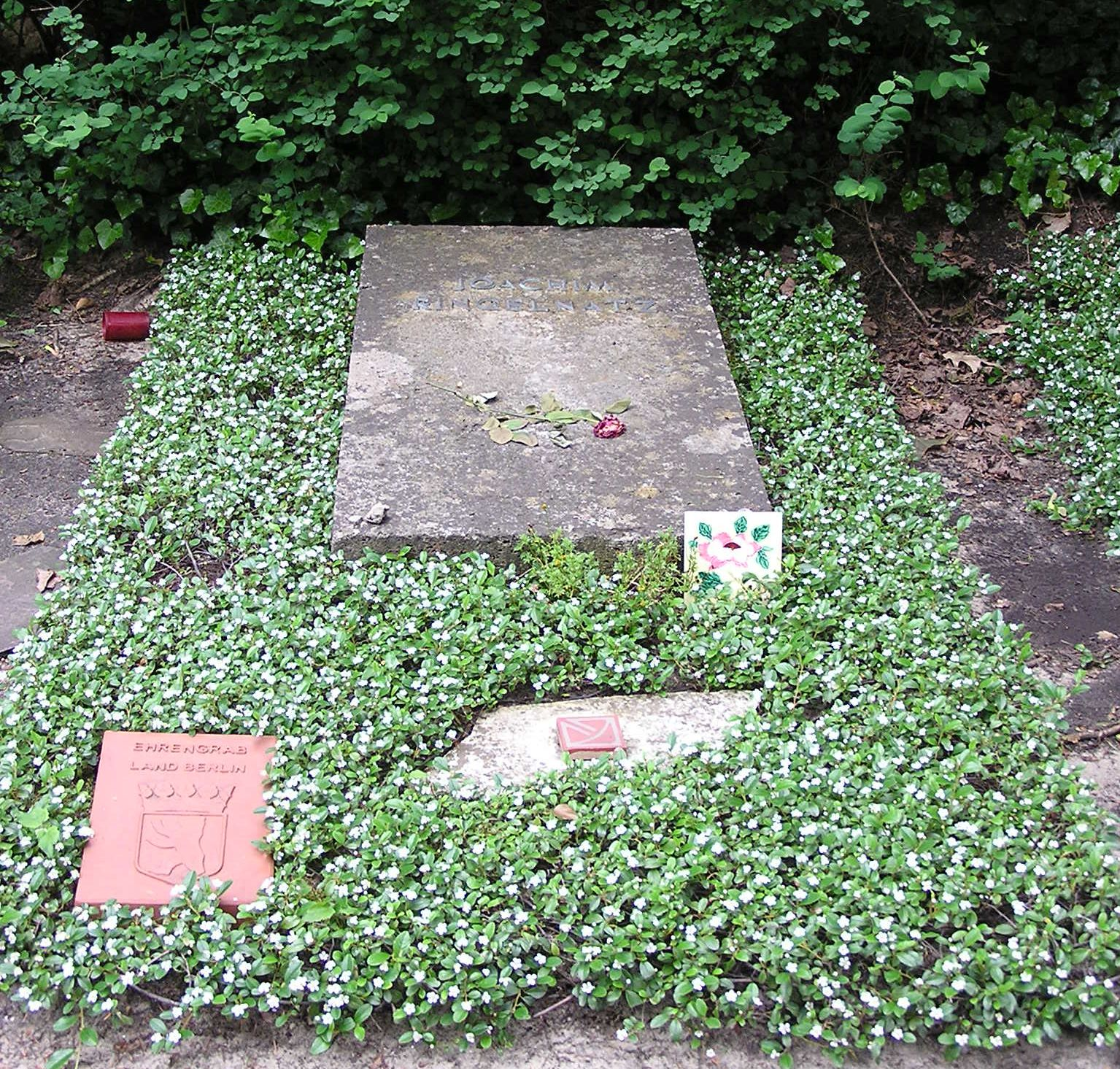
Joachim Ringelnatz hedersgrav i gravläge 12 D-21 på Friedhof Heerstraße, Trakehner Allee 1, i Berlin-Westend.